# Volkspark Wuhlheide

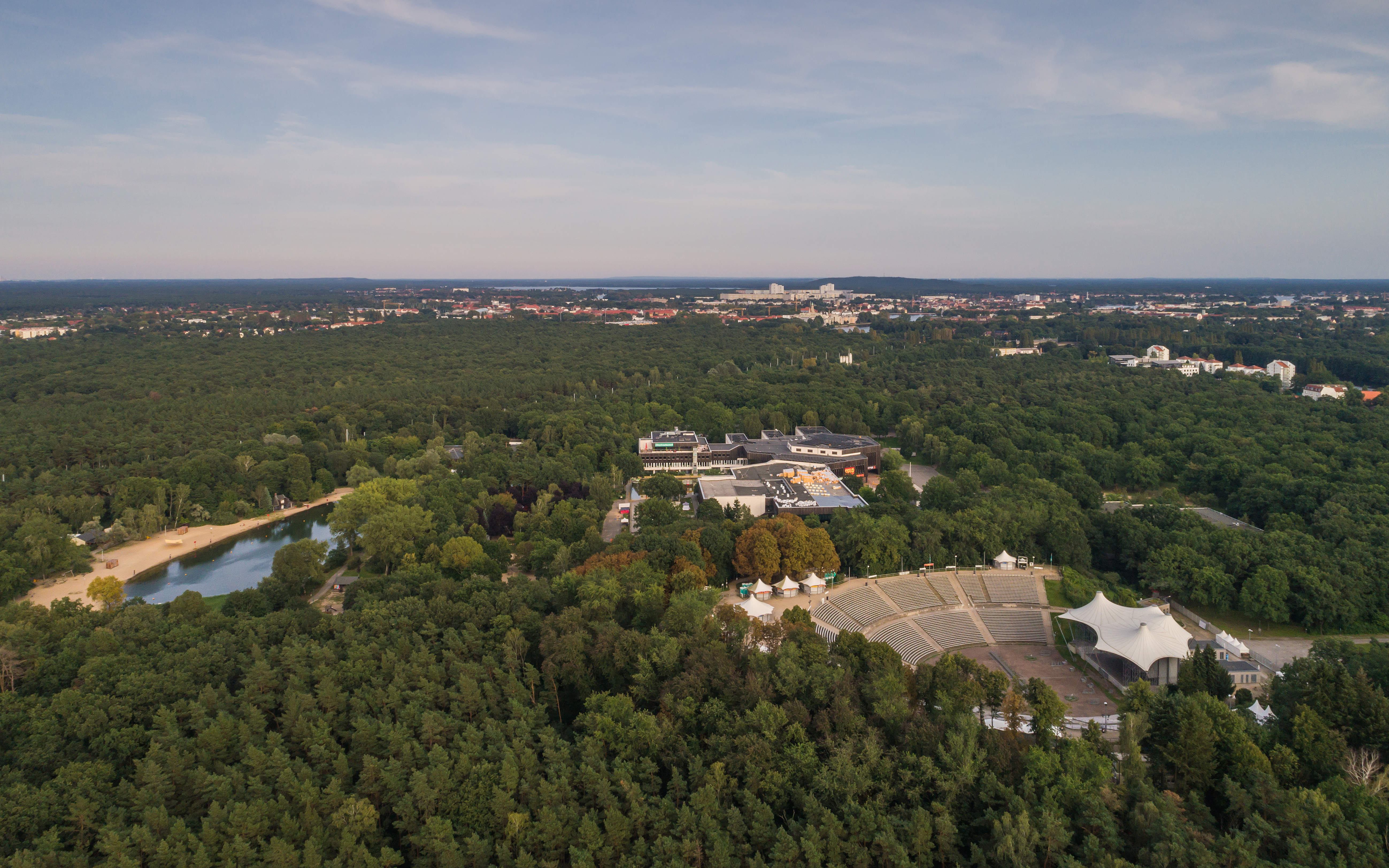
Volkspark Wuhlheide (Luftaufnahme)

Der Volkspark Wuhlheide ist eine Parkanlage in der Berliner Wuhlheide, einem Waldgebiet im Ortsteil Oberschöneweide. Seit seiner Anlage in den 1920er Jahren bis heute wurde er häufig umgebaut oder umgenutzt, manchmal auch nur Teile des großen Areals.

## Geschichte

### 1924–1939
Der Volkspark Wuhlheide entstand zwischen 1924 und 1932 nach Plänen des damaligen Treptower Gartendirektors Ernst Harrich. Mit der Errichtung des Volks- und Waldparks Wuhlheide sollten über die Verbindung von Wald und Park die unterschiedlichsten Wünsche und Ansprüche an die Nutzung des städtischen Waldgebietes berücksichtigt werden. Das gartenbauliche Konzept sah landschaftlich geprägte Ruhezonen mit abwechslungsreichen Waldbildern für die stille Erholung ebenso vor wie Bereiche für die aktive Erholung. So wurden neben Sport- und Spielwiesen, Kinderspiel- und Sportplätzen auch ein Tanzplatz, ein Planschbecken, ein Rodelhang und ein Freibad (Licht- und Luftbad) errichtet. Gebäude und Terrassen aus Naturstein und Rosenspaliere machten den Park zum beliebten Treffpunkt für die Bewohner der nahegelegenen Ortsteile Oberschöneweide und Karlshorst. Mit der Verschmelzung von intensiv genutztem Park und naturnahem Wald wurde die im Rahmen der „Volksparkbewegung“ der 1920er Jahre entstandene Waldparkidee verwirklicht. Der Volkspark Wuhlheide war einer der drei größten Waldparks, die in dieser Zeit entstanden.

### 1939–1990
Mit dem Zweiten Weltkrieg begann der Verfall des Parks. Auf dem Gelände wurde zunächst ein Barackenlager für Zwangsarbeiter errichtet. Der Bau von Flak-Stellungen, eines kleineren Luftschutzbunkers an der Straße An der Wuhlheide sowie die damit einhergehenden Kriegshandlungen führten zur Zerstörung vieler Parkbereiche und -gebäude.
Nach 1945 wurden zudem große Bereiche des Parks – unter anderem das Zwangsarbeiterlager – als Militärlager der sowjetischen Stadtkommandantur beschlagnahmt und später zu einem Kasernengelände der Gruppe der Sowjetischen Streitkräfte in Deutschland  ausgebaut.
In der Folge wurden die verwüsteten Parkanlagen nicht wieder aufgeforstet, die gärtnerischen Anlagen nicht mehr gepflegt. Lediglich das Licht- und Luftbad wurde weiter genutzt und der Sportübungsplatz zum Ernst-Thälmann-Stadion umgestaltet. So verlor der westlich gelegene Teil der Wuhlheide seinen Parkcharakter und verwaldete. Die Ost-Berliner Verwaltung konzentrierte sich auf die östliche Seite der Wuhlheide und errichtete hier 1950 den nach dem Vorsitzenden der KPD Ernst Thälmann benannten Pionierpark Ernst Thälmann, der bis heute als Freizeit- und Erholungszentrum (FEZ) für Kinder und Jugendliche genutzt wird. 1979 wurde der Pionierpalast „Ernst Thälmann“ eröffnet.

### Seit 1990
Ende der 1990er Jahre begannen Planungen für eine schrittweise Rekonstruktion des Volksparks. Im Rahmen von Arbeitsbeschaffungsmaßnahmen wurden Fundamente und Begrenzungen ehemaliger Anlagen freigelegt und ehemalige Wiesen und Spielplätze von Buschwerk befreit. Das Freibad wurde aufwendig im Stil der 1920er Jahre saniert und die ehemaligen Militärareale renaturiert. Der Volkspark Wuhlheide wird in der Berliner Landesdenkmalliste geführt.
Auf der Grundlage eines Wegeleitkonzepts, das das Parkmanagement für die Wuhlheide erarbeitete, wird 2024/25 ein einheitliches Wegeleitsystem für die gesamte Wuhlheide geschaffen, das im Rahmen der Gemeinschaftsaufgabe Verbesserung der regionalen Wirtschaftsstruktur mit Bundes- und Landesmitteln gefördert wird. Es besteht aus Hinweisschildern sowie Informations- und Übersichtstafeln und soll die Orientierung der Besucher verbessern, Besucherströme lenken und auf alle Akteure innerhalb der Wuhlheide aufmerksam machen.
Modellpark Berlin-Brandenburg
Nach dem Abriss des Ernst-Thälmann-Stadions eröffnete im Frühjahr 2007 der Modellpark Berlin-Brandenburg an gleicher Stelle auf dem Gelände. Besucher können dort innerhalb einer Landschaftsparkanlage mehr als 60, und zunehmend weitere, originalgetreue Modelle von Sehenswürdigkeiten in Berlin und Brandenburg im Maßstab 1:25 wiederfinden.